# Triraphis andropogonoides
Triraphis andropogonoides là một loài thực vật có hoa trong họ Hòa thảo. Loài này được (Steud.) E.Phillips miêu tả khoa học đầu tiên năm 1931.